# Манчестер (округ Честерфілд, Вірджинія)
Манчестер (англ. Manchester) — переписна місцевість (CDP) в США, в окрузі Честерфілд штату Вірджинія. Населення — 12 129 осіб (2020).

## Географія
Манчестер розташований за координатами 37°29′20″ пн. ш. 77°32′38″ зх. д. / 37.48889° пн. ш. 77.54389° зх. д. (37.489025, -77.543909).  За даними Бюро перепису населення США в 2010 році переписна місцевість мала площу 15,50 км², з яких 15,37 км² — суходіл та 0,13 км² — водойми.

## Демографія
Згідно з переписом 2010 року, у переписній місцевості мешкали 10 804 особи в 4362 домогосподарствах у складі 2767 родин. Густота населення становила 697 осіб/км².  Було 4821 помешкання (311/км²).
Расовий склад населення:
| - 54,8 % — білих - 31,8 % — чорних або афроамериканців - 2,9 % — азіатів - 0,6 % — корінних американців - 0,1 % — вихідців з тихоокеанських островів - 6,5 % — осіб інших рас |

До двох чи більше рас належало 3,2 %. Частка іспаномовних становила 13,3 % від усіх жителів.
За віковим діапазоном населення розподілялося таким чином: 23,8 % — особи молодші 18 років, 63,8 % — особи у віці 18—64 років, 12,4 % — особи у віці 65 років та старші. Медіана віку мешканця становила 36,4 року. На 100 осіб жіночої статі у переписній місцевості припадало 94,4 чоловіків;  на 100 жінок у віці від 18 років та старших — 89,8 чоловіків також старших 18 років.
Середній дохід на одне домашнє господарство  становив 66 289 доларів США (медіана — 53 571), а середній дохід на одну сім'ю — 75 188 доларів (медіана — 65 994). Медіана доходів становила 37 813 долари для чоловіків та 37 001 долар для жінок. За межею бідності перебувало 12,1 % осіб, у тому числі 20,1 % дітей у віці до 18 років та 6,0 % осіб у віці 65 років та старших.
Цивільне працевлаштоване населення становило 5277 осіб. Основні галузі зайнятості: освіта, охорона здоров'я та соціальна допомога — 24,9 %, роздрібна торгівля — 14,2 %, фінанси, страхування та нерухомість — 13,9 %.